# Ludvig Holberg
Ludvig Holberg (ur. 3 grudnia 1684 w Bergen, zm. 28 stycznia 1754) – pisarz duński, twórca duńskiego języka literackiego i dramatu narracyjnego, nazywany ojcem teatru duńskiego. Pracował też jako myśliciel polityczny i historyk. Od jego nazwiska pochodzi nazwa Nagrody Holberga.

## Życie i twórczość
Z pochodzenia Norweg. Najmłodszy z sześciu braci, wcześnie osierocony. Jego ojciec Christian Nielsen Holberg zmarł, gdy Ludvig miał rok. Ludvig Holberg wykształcenie zdobył własnym wysiłkiem. Wiele podróżował: po Niemczech, Francji i Włoszech, gdzie przyswoił wiele haseł oświecenia, które następnie rozpowszechniał w Danii.
Był profesorem na Uniwersytecie Kopenhaskim, gdzie zajmował się historiografią.
Rozgłos przyniósł mu poemat heroikomiczny Peder Paars. Jednak największe sukcesy odnosił w dramacie. Napisał 17 komedii czerpiąc motywy z Terencjusza, Plauta czy Moliera. Tworzył repertuar do otwartego w 1722 małego Teatru Narracyjnego w Kopenhadze przy ulicy Grønegade. Po jego upadku napisał w 1741 roku w języku łacińskim utopijną powieść Podróż do krajów podziemnych Nielsa Klima (Nicolai Klimii iter subterraneum). Wzorem dlań był tu Jonathan Swift i Podróże Guliwera. W roku następnym Hans Hagerup przetłumaczył ją na duński (Niels Klims underjordiske rejse).
Napisał też „myśli o moralności” (Moralske tanker).
Według jego komedii Maskarada operę pod tym samym tytułem napisał Carl Nielsen. Jego postać przywołał Edvard Grieg w tytule swojej Suity z czasów Holberga.

## Dzieła Holberga

### Komedie
- Den Politiske Kandestøber, 1722
- Den Vægelsindede, 1722

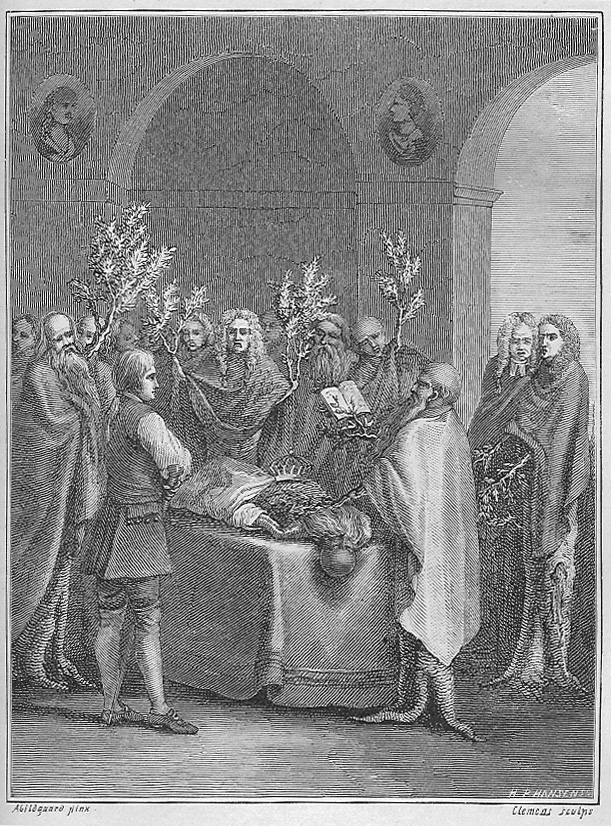
Ilustacja do Podróży do krajów podziemnych Nielsa Klima. Autorem szkicu był Johan Frederik Clemens według obrazu Nicolaia Abrahama Abildgaarda

- Jean de France eller Hans Frandsen, 1722
- Jeppe paa Bjerget eller den forvandlede Bonde, 1722 („Jeppe na wzgórzu”)
- Mester Gert Westphaler, 1722 („Gert Westfalczyk”')
- Barselstuen, 1723
- Den ellefte Junii, 1723
- Jacob von Tyboe eller den stortalende Soldat, 1723
- Ulysses von Ithacia, 1723
- Erasmus Montanus eller Rasmus Berg, 1723
- Don Ranudo de Colibrados, 1723
- Uden Hoved og Hale, 1723
- Den Stundesløse, 1723
- Hexerie eller Blind Allarm, 1723 („Czarnoksięstwo, lub fałszywy alarm”)
- Melampe, 1723
- Det lykkelige Skibbrud, 1724
- Det Arabiske Pulver, 1724 („Proch arabski”)
- Mascarade, 1724 („Maskarada”)
- Julestuen, 1724
- De Usynlige, 1724
- Kildereisen, 1725
- Henrich og Pernille, 1724-1726
- Den pantsatte Bondedreng, 1726
- Pernilles korte Frøkenstand, 1727
- Den Danske Comoedies Liigbegængelse, 1727 („Pogrzeb duńskiej komedii”)
- Den honette Ambition, 1731
- Plutus eller Proces imellom Fattigdom og Riigdom, publ. 1753
- Husspøgelse eller Abracadabra, publ. 1753 („Abrakadabra”)
- Philosophus udi egen Indbildning, publ. 1754
- Republiqven eller det gemeene Bedste, publ. 1754
- Sganarels Rejse til det philosophiske Land, publ. 1754

### Poezja
- Peder Paars, 1720
- fire Skæmtedigte, 1722
- Metamorphosis eller Forvandlinger, 1726

### Powieść
- Nicolai Klimii iter subterraneum, 1741. (tłumaczenie duńskie Hans Hagerup (1742): Niels Klims underjordiske Rejse.) (ang. wersja: The Journey of Niels Klim to the World Underground Bison Books, 2004. ISBN 0-8032-7348-7)

### Eseje
- Moralske Tanker, 1744
- Epistler, 1748-1754
- Moralske Fabler, 1751 („Bajki moralne”)
- Tre latinske levnedsbreve, 1728-1743

### Prace historyczne
- Introduction til de fornemste Europæiske Rigers Historier, 1711 („Wstęp do historii największych imperiów europejskich”)
- Morals Kierne eller Introduction til Naturens og Folke-Rettens Kundskab, 1716
- Dannemarks og Norges Beskrivelse, 1729 („Opis Danii i Norwegii”)
- Dannemarks Riges Historie, 1732–35
- Den berømmelige Norske Handel-Stad Bergens Beskrivelse, 1737
- Almindelig Kirke-Historie, 1738
- Den jødiske Historie fra Verdens Begyndelse, fortsat til disse Tider, 1742
- Adskillige store Heltes og berømmelige Mænds sammenlignede Historier, 1739–1753
- Adskillige Heltinders og navnkundige Damers sammenlignede Historier